# Monte San Savino
Monte San Savino je mesto in občina v pokrajini Arezzo v Toskani (Italija). Nahaja se v dolini Val di Chiana. Nekateri njeni okraji zasedajo višje hribe, kot sta Gargonza na 560 metrih in Palazzuolo na nadmorski višini 600 metrov.

## Geografija
Monte San Savino leži približno 20 km južno od pokrajinske prestolnice Arezzo in 75 km jugovzhodno od deželne prestolnice Firence v dolini Chiana in ob istoimenski reki. Druga pomembna vodna telesa v občini so Torrenti Esse, Foenna, Leprone in Vescina.
Med okraji so Alberoro (248 metrov nad morjem, približno 515 prebivalcev), Borghetto (253 m, približno 300 prebivalcev), Casina di Verniana (313 m, približno 40 prebivalcev), Gargonza (543 m, približno 10 prebivalcev), Le Vertighe (290 m, približno 100 prebivalcev), Montagnano (252 m, približno 830 prebivalcev), Palazzuolo Alto (601 m, približno 35 prebivalcev), Poggio Fabbrelli (280 m, približno 100 prebivalcev) in Verniana (344 m, približno 100 prebivalcev).
Sosednje občine so Arezzo, Bucine, Civitella v Val di Chiana, Lucignano, Marciano della Chiana in Rapolano Terme
. 

## Zgodovina

### Zgodovina mesta
Kot večina krajev na tem območju je bil tudi Monte San Savino naseljen v etruščanski dobi, nato pa so ga zasedli Rimljani. Konec 12. stoletja je kraj prišel v konflikt med gvelfi in gibelini. Kraj je bil dokumentiran kot Monte San Savino leta 1177.  Pod vladavino družine gibelinov Ubertini iz Arezza je kraj leta 1306 prešel v last gvelfa iz Firenc, dokler areški škof Guido Tarlati (gibelin) 11. maja 1325 ni napadel in uničil kraja. Že leta 1337 je bila skupnost ponovno naseljena in podrejena mestu Perugia, ki je nato oblast dala Republiki Sieni. Leta 1384 se je kraj vrnil pod Firence, ki so zgradile podeštat in uvedle jurisdikcijo.
Kraj je svoj razcvet doživel v 15. in 16. stoletju pod florentinsko družino Ciocchi-Di Monte, ki je dala tudi papeža Julija III. (Giovanni Maria Ciocchi del Monte). Po papeških volitvah leta 1550 je Cosimo I. Medičejski kraj kot grofijo podredil papeževemu bratu Balduinu di Monte. Po smrti njegovega sina in zadnjega potomca družine Di Monte, Fabiano di Monte, je kraj leta 1569 padel nazaj pod Medičejce. Leto kasneje je kraj postal sedež vikariata v dolini Chiana. Družina Orsini je vladala kraju od leta 1604 do 1643, ki ga je nato izgubila proti Mattiasu de’ Medici, ki je do leta 1667 vladal kot osebna last. Velika vojvodinja Vittoria della Rovere je bila nato vladarica kraja do svoje smrti leta 1694, nato pa je za skupnost nastopila relativna neodvisnost. Velika vojvodina Toskana je leta 1748 dokončno osvojila San Savino, z izjemo okupacije Napoleona, ki je kraj v začetku 19. stoletja za kratek čas dodal v regijo Arno .
Od 22. julija 1991 je Monte San Savino zaradi odloka predsednika Francesca Cossige smel sebe imenovati za mesto. Naslov je bil podan zaradi zgodovinskega pomena in zgodovinskih spomenikov.

### Judovska zgodovina
Judovska skupnost je bila v mestu v glavnem aktivna v dveh obdobjih: od 1421 do 1571 in od 1627 do 1799 ko so vzdrževali posojilodajalce in ustanavljali judovsko skupnost. Najstarejši dokument občine je iz leta 1427, v katerem je zapisano o odprtju banke. Po odloku vojvodine Firence iz leta 1571 so bili vsi Judje v regiji prisiljeni preseliti se v geto v Firencah in Sieni, ki sta bili ustanovljena za Jude. Šele med vladavino Orsinijev (1627) in Passiglijev so se lahko vrnili v San Savino in zgradili sinagogo in župnijo. Leta 1799 jih je gibanje Viva Maria dokončno pregnalo iz mesta.

## Znamenitosti
Zgodovinsko mestno jedro ima še vedno skoraj celotno mestno obzidje. Kraj v smeri sever-jug prečka Corso Sangallo, na njegovem severnem koncu so Porta Fiorentina (ki jih je zgradil Nanni di Baccio Bigio, imenovana tudi Porta Ialta) kot glavni vhod in na katerih je Medičejski grb. Južna vrata se imenujejo Porta Romana in so bila zgrajena okoli leta 1337 s stolpom, ki se je porušil leta 1550 in ni bil več obnovljen, sama vrata pa obstajajo še danes. Vzhodna stranska vrata so Porta San Giovanni, zahodna so Porticciolo Guglielmi, imenovana tudi Porta Senese. Judovska četrt ali geto je bila vzhodno od glavne ulice Via Sangallo. Središče okrožja leži na obeh straneh ulice Via Salomone Fiorentino (poimenovana po pesniku Salomoneu Fiorentinu, ki se je rodil v Monte San Savino), kjer je tudi sinagoga.
- Sinagoga di Monte San Savino, sinagoga v središču iz 17. stoletja in obnovljena med letoma 1729 in 1732.
- Rocca del Cassero, utrdbe, ki so jih Seneni zgradili leta 1383 pod arhitektom Bartolo di Bartolo; zdaj dom Museo comunale della Ceramica popolare (Keramični muzej), znan tudi kot Museo Comunale del Cassero. Stoji na trgu Piazza Gamurrini in je bil obnovljen leta 1989.
- Palazzo Del Monte, palača v središču mesta, je bila zgrajena med letoma 1515 in 1517. Vrtove Giardini pensili ('Viseči vrtovi'), ki se nahajajo zadaj, je ustvaril Nanni di Baccio Bigio. Danes je v stavbi mestna hiša občine.
- Loggia dei Mercanti, pokrita tržnica nasproti palače Del Monte.
- Teatro Verdi, prvič pisno omenjeno leta 1681, kasneje preimenovano v Accademia dei Sostenuti e dei Rozzi in razširjen in obnovljen v letih 1726 in 1860. Leta 1901 je bilo poimenovan po Giuseppeju Verdiju

- Del obzidja
- Porta Fiorentina
- Porta Romana
- Porta San Giovanni
- Porticciolo Guglielmi
- Sinagoga

### Cerkve
- Chiesa della Misericordia, cerkev, zgrajena okoli leta 1175 in župnija v središču, imenovana tudi Pieve vecchia ali Pieve dei Santi Egidio e Savino. Bila je popolnoma prenovljena leta 1749. V njej so freske Niccola Soggija. Kot vse cerkve v občini pripada škofiji Arezzo-Cortona-Sansepolcro.
- Chiesa di Santa Chiara, cerkev v središču vasi na trgu Piazza Gamurrini. Cerkev, posvečena Klari Asiški, so sredi 17. stoletja zgradile klarise.
- Chiesa del Suffragio, cerkev v središču mesta, zgrajena leta 1635. Vsebuje delo Luigija Ademolla Deposizione dalla Croce con la Santissima Trinità iz leta 1821.
- Chiesa di San Giovanni, cerkev posvečena Janezu Krstniku na levi strani Sant'Agostina.
- Chiesa di San Giuseppe, cerkev v središču mesta iz 18. stoletja, vsebuje freske Giuseppeja Righija.
- Convento di Sant’Agostino (tudi Chiesa di Sant’Agostino), cerkev, zgrajena v 14. stoletju v središču vasi na trgu Piazza Del Monte, je bila v 16. stoletju razširjena. Samostan je bil zgrajen leta 1532. Vsebuje freske Spinella Aretina in sliko Assunzione Giorgia Vasarija ter grobnico Andree Sansovina. Chiesa di San Giovanni (imenovana tudi Chiesa della Compagnia di Sant’Antonio ali Chiesa dei Neri), ki se danes uporablja kot krstilnica, je integrirana v stavbni kompleks. Fasada je v gotskem slogu, vrata portala so delo Andrea Sansovina. Campanile je bil obnovljen leta 1830.
- Sant’Anna, cerkev v ulici Via Castiglia desno od Sant’Agostina.
- Chiesa del Crocifisso, cerkev tik ob mestnem obzidju v bližini Porta Romana.
- Santuario di Santa Maria delle Vertighe, svetišče približno 3 km vzhodno od središča mesta v bližini avtocestnega križišča. Prvič dokumentirano leta 1073 in je do 14. stoletja služilo tudi kot špital. Vsebuje dela Ristora d'Arezza in Margaritona d'Arezzo (Quattro storie di Maria et al., konec 13. stoletja), Lorenzo Monaco (Crocifisso, ustvarjen okoli 1415/20), Bernardino Santini (Natività della Vergine, ustvarjena 1627) in Ridolfo Ghirlandaio (Santi Savino e Romualdo, izdelana leta 1520).
- Chiesa dei Santi Tiburzio e Susanna, cerkev v okrožju Gargonza. Zgrajena v 12. stoletju in obnovljena leta 1928. Vsebuje fresko Vergine tra i Santi Antonio abate e Bernardo, ki je nastala leta 1483.
- San Giusto, cerkev v okrožju Palazzuolo Alto, ki je bila omenjena že leta 1275.[5]
- Santi Pietro e Giusto, cerkev v okrožju Palazzuolo Basso. 1. junija 1831 jo je posvetil škof iz Arezza Sebastiano Maggi.

## Dogodki
Palio savinese, imenovan tudi Palio di Santa Maria d’Agosto, je bil prvič omenjen leta 1471, vendar je verjetno starejši. Poteka 15. avgusta kot konjski palio.

## Umetnost
Gargonza Arts je program umetniškega bivanja za mlade umetnike iz različnih umetniških smeri. Projekt poteka v Castello di Gargonza v okrožju Gargonza.

## Znani meščani
- Papež Julij III.
- Angelo Fantoni, duhovnik in eksorcist
- Giulio Salvadori, pesnik in učitelj